# إرنست والاس
إرنست والاس (بالإنجليزية: Ernest Wallace) هو مؤرخ أمريكي، ولد في 11 يونيو 1906 في دينجرفيلد في الولايات المتحدة، وتوفي في 17 نوفمبر 1985 في لوبوك في الولايات المتحدة بسبب نوبة قلبية.